# Айтиев, Абдрахман Айтиевич
Абдрахман Айтиевич Айтеев (20 октября 1886, Сугирбай, Теректинская волость, Уральская губерния — 16 января 1936) — советский общественно-государственный деятель, революционер, большевик. Происходит из казахского рода кердери племени жетыру. Один из авторов проекта первой Конституции Казахской ССР.

## Биография
Родился в 1886 году в ауле Сугирбай, Российская империя. Окончил русско-казахскую школу в Каратобе[уточнить] в 1901 году.
В 1905—1907 годах сходится с большевиками города Уральска. В 1917—1920 годах во время октябрьских событий в Западно-Казахстанской области и в гражданской войне поддержал большевиков.
В 20-х числах января 1919 года участвует в боях за освобождение Уральска от белоказаков. Весной 1919 года армия генерала В. С. Толстова вновь захватывает Уральск, но 11 июля 1919 года 25-я стрелковая дивизия В. И. Чапаева снимает блокаду города. В это время состоялось знакомство А. А. Айтиева с Чапаевым.
С 1919—1920 годов руководитель внутренних дел Кирревкома и член бюро РКП(б). В 1920—1921 годах активно участвовал в делимитации северной границы Казахской автономии, был председателем Акмолинского губревкома. В 1921 году — нарком внутренних дел Казахской АССР. А. А. Айтиев был одним из авторов проекта первой Конституции Казахской ССР.
Умер в 1936 году.